# Marc W. Buie
Marc William Buie (1958) è un astronomo statunitense.
| 9116 Billhamilton       | 7 marzo 1997      |
| 11670 Fountain          | 6 gennaio 1998    |
| 20234 Billgibson        | 6 gennaio 1998    |
| 28513 Guo               | 5 febbraio 2000   |
| 31203 Hersman           | 6 gennaio 1998    |
| 32263 Kusnierkiewicz    | 31 luglio 2000    |
| 34077 Yoshiakifuse      | 30 luglio 2000    |
| 36444 Clairblackburn    | 1 agosto 2000     |
| 36983 Sumner            | 21 settembre 2000 |
| 43574 Joyharjo          | 26 marzo 2001     |
| 56795 Amandagorman      | 31 luglio 2000    |
| 63363 Guengerich        | 2001 FC184        |
| 65885 Lubenow           | 27 dicembre 1997  |
| 72801 Manzanera         | 25 marzo 2001     |
| 72802 Wetton            | 26 marzo 2001     |
| 78867 Isakowitz         | 23 agosto 2003    |
| 81947 Fripp             | 31 luglio 2000    |
| 81948 Eno               | 31 luglio 2000    |
| 87933 Bernardschmitt    | 21 settembre 2000 |
| 88270 Alanhoward        | 24 maggio 2001    |
| 92579 Dwight            | 31 luglio 2000    |
| 92892 Robertlawrence    | 25 agosto 2000    |
| 92894 Bluford           | 28 agosto 2000    |
| 95449 Frederickgregory  | 7 febbraio 2002   |
| 97508 Bolden            | 6 febbraio 2000   |
| 97512 Jemison           | 5 febbraio 2000   |
| 103733 Bernardharris    | 5 febbraio 2000   |
| 103734 Winstonscott     | 5 febbraio 2000   |
| 103737 Curbeam          | 5 febbraio 2000   |
| 103738 Stephaniewilson  | 5 febbraio 2000   |
| 103739 Higginbotham     | 6 febbraio 2000   |
| 104698 Alvindrew        | 10 aprile 2000    |
| 105222 Oscarsaa         | 31 luglio 2000    |
| 108096 Melvin           | 25 marzo 2001     |
| 108097 Satcher          | 26 marzo 2001     |
| 114705 Tamayo           | 30 marzo 2003     |
| 115015 Chang Díaz       | 24 agosto 2003    |
| 116162 Sidneygutierrez  | 20 novembre 2003  |
| 117703 Ochoa            | 11 marzo 2005     |
| 117704 Lopez-Alegria    | 12 marzo 2005     |
| 118768 Carlosnoriega    | 25 agosto 2000    |
| 118769 Olivas           | 28 agosto 2000    |
| 119890 Zamka            | 6 febbraio 2002   |
| 119993 Acabá            | 5 dicembre 2002   |
| 122554 Joséhernández    | 25 agosto 2000    |
| 122555 Auñón-Chancellor | 28 agosto 2000    |
| 126965 Neri             | 18 marzo 2002     |
| 127030 Herrington       | 6 aprile 2002     |
| 128038 Jimadams         | 30 maggio 2003    |
| 129564 Christy          | 7 marzo 1997      |
| 132329 Tomandert        | 7 aprile 2002     |
| 132791 Jeremybauman     | 11 agosto 2002    |
| 132792 Scottsmith       | 10 agosto 2002    |
| 133066 Beddingfield     | 30 marzo 2003     |
| 136197 Johnandrews      | 22 ottobre 2003   |
| 136922 Brianbauer       | 19 aprile 1998    |
| 138016 Kerribeisser     | 6 febbraio 2000   |
| 138626 Tanguybertrand   | 28 agosto 2000    |
| 141995 Rossbeyer        | 12 agosto 2002    |
| 143750 Shyamkumar       | 23 ottobre 2003   |
| 144386 Emmabirath       | 27 febbraio 2004  |
| 146040 Alicebowman      | 27 febbraio 2000  |
| 146442 Dwaynebrown      | 20 agosto 2001    |
| 146921 Michaelbuckley   | 6 febbraio 2002   |
| 148342 Carverbierson    | 27 agosto 2000    |
| 149113 Stewartbushman   | 6 febbraio 2002   |
| 149115 Lauriecantillo   | 8 febbraio 2002   |
| 149157 Stephencarr      | 20 marzo 2002     |
| 149163 Stevenconard     | 7 aprile 2002     |
| 150046 Cynthiaconrad    | 1 dicembre 2005   |
| 150374 Jasoncook        | 5 febbraio 2000   |
| 151349 Stanleycooper    | 8 febbraio 2002   |
| 151351 Dalleore         | 8 febbraio 2002   |
| 152067 Deboy            | 15 agosto 2004    |
| 153301 Alissamearle     | 25 marzo 2001     |
| 154554 Heatherelliott   | 1 aprile 2003     |
| 154587 Ennico           | 30 maggio 2003    |
| 155784 Ercol            | 19 settembre 2000 |
| 156751 Chelseaferrell   | 4 dicembre 2002   |
| 158472 Tiffanyfinley    | 8 febbraio 2002   |
| 159102 Sarahflanigan    | 11 ottobre 2004   |
| 159902 Gladstone        | 11 ottobre 2004   |
| 159999 Michaelgriffin   | 2 marzo 2006      |
| 160215 Haines-Stiles    | 8 febbraio 2002   |
| 161585 Danielhals       | 10 aprile 2005    |
| 161592 Sarahhamilton    | 10 agosto 2005    |
| 161699 Lisahardaway     | 26 aprile 2006    |
| 162395 Michaelbird      | 5 febbraio 2000   |
| 162978 Helenhart        | 19 agosto 2001    |
| 163244 Matthewhill      | 18 marzo 2002     |
| 163255 Adrianhill       | 6 aprile 2002     |
| 164536 Davehinson       | 27 aprile 2006    |
| 164701 Horanyi          | 7 gennaio 1998    |
| 167971 Carlyhowett      | 11 marzo 2005     |
| 168221 Donjennings      | 1 maggio 2006     |
| 168531 Joshuakammer     | 10 novembre 1999  |
| 168635 Davidkaufmann    | 5 febbraio 2000   |
| 168767 Kochte           | 25 agosto 2000    |
| 169184 Jameslee         | 19 agosto 2001    |
| 169509 Jeffreyrobbins   | 7 febbraio 2002   |
| 170073 Ivanlinscott     | 9 novembre 2002   |
| 170487 Mallder          | 22 ottobre 2003   |
| 171624 Nicolemartin     | 5 febbraio 2000   |
| 172090 Davidmccomas     | 6 febbraio 2002   |
| 172191 Ralphmcnutt      | 10 agosto 2002    |
| 172951 Mehoke           | 11 maggio 2005    |
| 172985 Ericmelin        | 27 aprile 2006    |
| 173649 Jeffreymoore     | 26 marzo 2001     |
| 175238 Nguyenhien       | 12 aprile 2005    |
| 175920 Francisnimmo     | 5 febbraio 2000   |
| 176610 Nunez            | 18 marzo 2002     |
| 177120 Ocampo Uría      | 1 aprile 2003     |
| 177148 Pätzold          | 24 agosto 2003    |
| 177722 Pelletier        | 11 aprile 2005    |
| 178603 Pinkine          | 5 febbraio 2000   |
| 178679 Piquette         | 28 agosto 2000    |
| 178987 Jillianredfern   | 19 agosto 2001    |
| 179647 Stuartrobbins    | 10 agosto 2002    |
| 180143 Gaberogers       | 30 marzo 2003     |
| 180855 Debrarose        | 11 aprile 2005    |
| 181562 Paulrosendall    | 20 ottobre 2006   |
| 182044 Ryschkewitsch    | 5 febbraio 2000   |
| 182122 Sepan            | 26 agosto 2000    |
| 183357 Rickshelton      | 9 novembre 2002   |
| 184314 Mbabamwanawaresa | 11 marzo 2005     |
| 184315 Denisbogan       | 10 marzo 2005     |
| 186411 Margaretsimon    | 10 agosto 2002    |
| 187981 Soluri           | 19 agosto 2001    |
| 188139 Stanbridge       | 6 febbraio 2002   |
| 188256 Stothoff         | 7 dicembre 2002   |
| 188502 Darrellstrobel   | 12 agosto 2004    |
| 189035 Michaelsummers   | 5 febbraio 2000   |
| 189312 Jameyszalay      | 1 maggio 2006     |
| 190710 Marktapley       | 26 marzo 2001     |
| 192001 Raynatedford     | 2 dicembre 2005   |
| 193736 Henrythroop      | 25 marzo 2001     |
| 195191 Constantinetsang | 8 febbraio 2002   |
| 195405 Lentyler         | 6 aprile 2002     |
| 195777 Sheepman         | 12 agosto 2002    |
| 196411 Umurhan          | 1 aprile 2003     |
| 197525 Versteeg         | 22 febbraio 2004  |
| 197845 Michaelvincent   | 14 agosto 2004    |
| 199574 Webbert          | 2 marzo 2006      |
| 199741 Weidner          | 26 aprile 2006    |
| 200255 Weigle           | 10 novembre 1999  |
| 201019 Oliverwhite      | 6 febbraio 2002   |
| 201023 Karlwhittenburg  | 8 febbraio 2002   |
| 201204 Stevewilliams    | 10 agosto 2002    |
| 201935 Robertbraun      | 26 febbraio 2004  |
| 204570 Veronicabray     | 12 marzo 2005     |
| 204602 Lawrencebrown    | 11 aprile 2005    |
| 204632 Jamesburch       | 1 dicembre 2005   |
| 204764 Lindaburke       | 1 maggio 2006     |
| 205823 Michaeldavis     | 8 febbraio 2002   |
| 206015 Carlengelbrecht  | 9 agosto 2002     |
| 207013 Fischetti        | 11 ottobre 2004   |
| 207394 Rickfitzgerald   | 1 dicembre 2005   |
| 208117 Davidgerdes      | 6 febbraio 2000   |
| 208196 Matthiashahn     | 27 agosto 2000    |
| 209075 Kathleenharmon   | 23 agosto 2003    |
| 209206 Richardhenry     | 23 ottobre 2003   |
| 209883 Jasonhofgartner  | 10 maggio 2005    |
| 210854 Stevejaskulek    | 20 agosto 2001    |
| 210874 Perijohnson      | 12 settembre 2001 |
| 211077 Hongkang         | 8 febbraio 2002   |
| 211232 Kellykevin       | 9 agosto 2002     |
| 212215 Mallorykinczyk   | 10 aprile 2005    |
| 212392 Peterkollmann    | 26 aprile 2006    |
| 212403 Marthakusterer   | 1 maggio 2006     |
| 213197 Lessac-Chenen    | 20 settembre 2000 |
| 214290 Leeannmarshall   | 12 aprile 2005    |
| 215884 Jayantmurthy     | 9 marzo 2005      |
| 215905 Andrewpoppe      | 10 aprile 2005    |
| 216752 Kirbyrunyon      | 10 agosto 2005    |
| 217124 Michaelsalinas   | 6 febbraio 2002   |
| 217492 Howardtaylor     | 28 aprile 2006    |
| 218069 Lisaturner       | 18 marzo 2002     |
| 218570 Jonvandegriff    | 10 aprile 2005    |
| 219286 Helenewinters    | 5 febbraio 2000   |
| 219861 Robertdecker     | 6 febbraio 2002   |
| 220331 Stevenarnold     | 30 marzo 2003     |
| 220346 Nedabehrooz      | 1 aprile 2003     |
| 220444 Pontusbrandt     | 23 novembre 2003  |
| 221566 Omarcustodio     | 20 ottobre 2006   |
| 222812 Priyadharmavaram | 7 febbraio 2002   |
| 222903 Rajanidhingra    | 6 aprile 2002     |
| 223263 Cheikhoumardia   | 30 marzo 2003     |
| 223339 Gregdunn         | 26 agosto 2003    |
| 223879 Anthonyegan      | 18 ottobre 2004   |
| 223912 Jacobeisig       | 9 novembre 2004   |
| 224591 Fattig           | 1 dicembre 2005   |
| 225438 Jacobfirer       | 5 febbraio 2000   |
| 226356 Madelinefosbury  | 1º aprile 2003    |
| 228409 Bobjensen        | 26 marzo 2001     |
| 228633 Stevegribbin     | 6 febbraio 2002   |
| 228980 Robertstrain     | 23 ottobre 2003   |
| 229214 Magdasaina       | 9 novembre 2004   |
| 230434 Johnhanley       | 10 agosto 2002    |
| 230728 Tedstryk         | 22 ottobre 2003   |
| 231042 Johnhayes        | 9 marzo 2005      |
| 231379 Jonhandiboe      | 26 aprile 2006    |
| 231832 Briankeeney      | 31 luglio 2000    |
| 231841 Danielkatz       | 25 agosto 2000    |
| 231842 Graemekeleher    | 27 agosto 2000    |
| 232259 Georgelawrence   | 10 agosto 2002    |
| 232363 Jeanettethorn    | 4 dicembre 2002   |
| 232868 Salmasylla       | 11 ottobre 2004   |
| 233214 Gailoxton        | 1 dicembre 2005   |
| 233459 Gregquicke       | 1 maggio 2006     |
| 235145 Ericquirico      | 25 agosto 2003    |
| 235403 Alysenregiec     | 21 novembre 2003  |
| 235750 Leahroberson     | 11 ottobre 2004   |
| 235985 Dougrodgers      | 12 marzo 2005     |
| 236232 Joshalbers       | 2 dicembre 2005   |
| 236617 Loriglaze        | 1 maggio 2006     |
| 237397 Mccauleyrench    | 6 gennaio 1998    |
| 239126 Tommygreathouse  | 27 aprile 2006    |
| 239254 Gabbigriffith    | 19 ottobre 2006   |
| 240725 Scipioni         | 12 aprile 2005    |
| 285937 Anthonytaylor    | 20 agosto 2001    |
| 289116 Zurbuchen        | 11 ottobre 2004   |
| (307463) 2002 VU130     | 7 novembre 2002   |
| 385446 Manwë            | 25 agosto 2003    |
| 469705 ǂKá̦gára          | 11 marzo 2005     |
| 486958 Arrokoth         | gennaio 2014      |
| 518458 Roblambert       | 10 aprile 2005    |
| 524607 Davecarter       | 26 agosto 2003    |

Dopo aver ottenuto il baccellierato in Fisica all'Università statale della Louisiana nel 1980, ha conseguito il dottorato in Scienze Planetarie all'Università dell'Arizona nel 1984. Dopo le iniziali esperienze all'Università delle Hawaii, fino al 1988, e successivamente allo Space Telescope Science Institute nel gruppo di lavoro del Telescopio spaziale Hubble, Buie dal 1991 lavora all'Osservatorio Lowell in Arizona.
Il suo principale campo di studio è il sistema di Plutone. Oltre ad aver contribuito a chiarire la composizione di Plutone e della sua luna principale, Caronte, è stato membro del gruppo che ha individuato le due lune minori, Notte e Idra.
Il Minor Planet Center gli accredita inoltre la scoperta di oltre milleduecento asteroidi, effettuate tra il 1997 e il 2015, di cui ventidue in cooperazione con altri astronomi: Eugene Chiang, James Elliot, Amy B. Jordan, Susan D. Kern, Karen Jean Meech, Robert L. Millis, il New Horizons Team, David E. Trilling, Robert M. Wagner e Lawrence H. Wasserman. Tra gli asteroidi scoperti vi sono anche alcuni oggetti transnettuniani.
Gli è stato dedicato l'asteroide 7553 Buie.